# Sala rådhus
Sala rådhus ligger vid norra sidan av Stora torget i Sala. Det hyser en del av den verksamhet som i övrigt bedrivs i det i söder sammanbyggda kommunhuset.
Byggnaden är i två våningar och slätputsad med ett tegeltäckt mansardtak.

## Historia
Byggnaden uppfördes 1778–1783 på platsen för ett tidigare rådhus som brann ner under stadsbranden 1736. Ursprungsritningen togs fram 1773 av bergsmannen Daniel Steinholz som sedan godkändes av arkitekterna Carl Fredrik Adelcrantz och Olof Tempelman. 
Takryttaren på taket tillkom 1927, ritad av Erik Hahr och som ersatte ett äldre torn.
I den övre våningen återfanns rådhusrätten och kämnärsrätten för Sala stad samt bergsrätten för Sala silverbergslag. På nedre våningen fanns polismyndigheten och under 1700-talet stadskällaren. Under många år återfanns även Sala sparbank i nedre våningen.  Rättslokalerna utnyttjades även, innan stadshotellet uppfördes, som solennitetssal för baler och fester.
Rådhusrätten upphörde 1 januari 1960.